# Нью-Йорк-Милс (город, Миннесота)
Нью-Йорк-Милс (англ. New York Mills) — город в округе Оттер-Тейл, штат Миннесота, США. На площади 3,2 км² (3,2 км² — суша, водоёмов нет), согласно переписи 2002 года, проживают 1158 человек. Плотность населения составляет 357,8 чел./км².
- Телефонный код города — 218
- Почтовый индекс — 56567
- FIPS-код города — 27-46060[1]
- GNIS-идентификатор — 0648524[2]